# Никола Прерадовић
Никола Прерадовић или Николај Иванович Депрерадович (1767 – Санкт Петербург, 1843) био је генерал руске војске. Имао је важну улогу, заједно са Иларионом Васиљевичем Василчиковим (1776–1847), у великој стратегији Руског царства након што је Александар I ступио на престо.

## Биографија
Српског је порекла, из граничарске официрске породице досељене из Аустрије у Славено-Сербију, област у Русији од Бахмута до Лугања код Каспијског језера.
Са десет година, Прерадовић се пријавио као питомац у Волошки хусарски пук 12. децембра 1777. године. Унапређен је у чин потпоручника 1782, са 15 година.
Борио се у руско-турском рату (1787–1791) код Кушанија, Акермана и Бендера, а командовао је Семјоновским пуком, од 1799. до 1807.
У руској војсци је учествовао у походу на Пољску и у Наполеоновим ратовима. Успешно је командовао ескадроном у Руско-турском рату (1787-1791), походу Катарине II на Пољску и бици код Аустерлица током Наполеонових ратова. Командујући гардистима, предводио је бриљантан напад код Аустерлица, дајући стражи прилику да се повуче. Пук је током напада изгубио 15 официра и 200 редова. 24. фебруара 1806. одликован је Орденом Светог Георгија 3. степена.
Учествовао је у свим главним биткама Ејлауске кампање 1806–1807. Он је учествовао у Отаџбинском рату 1812. и кампањама ван Русије. Тридесетог августа 1813. унапређен је у чин генерал-потпуковника. Прерадовић се посебно истакао у биткама код Кулма и Фер-Шампеноаза, где су Прерадовићеве акције су одлучиле исходу битке.
Његов брат Леонтиј био је близу да постигне исти каријерни успех али је због скандала отпуштен из војске.